# Isolobodon portoricensis
Espèce
Statut de conservation UICN

 EX  : Éteint
Isobodon portoricensis est une espèce de Rongeurs de la sous-famille des Isolobodontinae. Elle est désormais éteinte.
Cette espèce a été décrite pour la première fois en 1916 par le zoologiste américain Joel Asaph Allen (1838-1921).

## Distribution
Cette espèce se rencontrait à Hispaniola (en République dominicaine et à Haïti), à Porto Rico et aux îles Vierges américaines jusqu’à son extinction.

## Publication originale
Allen, 1916 : An extinct octodont from the island of Porto Rico, West Indies. Annals of the New York Academy of Sciences, vol. 27, p. 17-22.